# Damiano Caruso

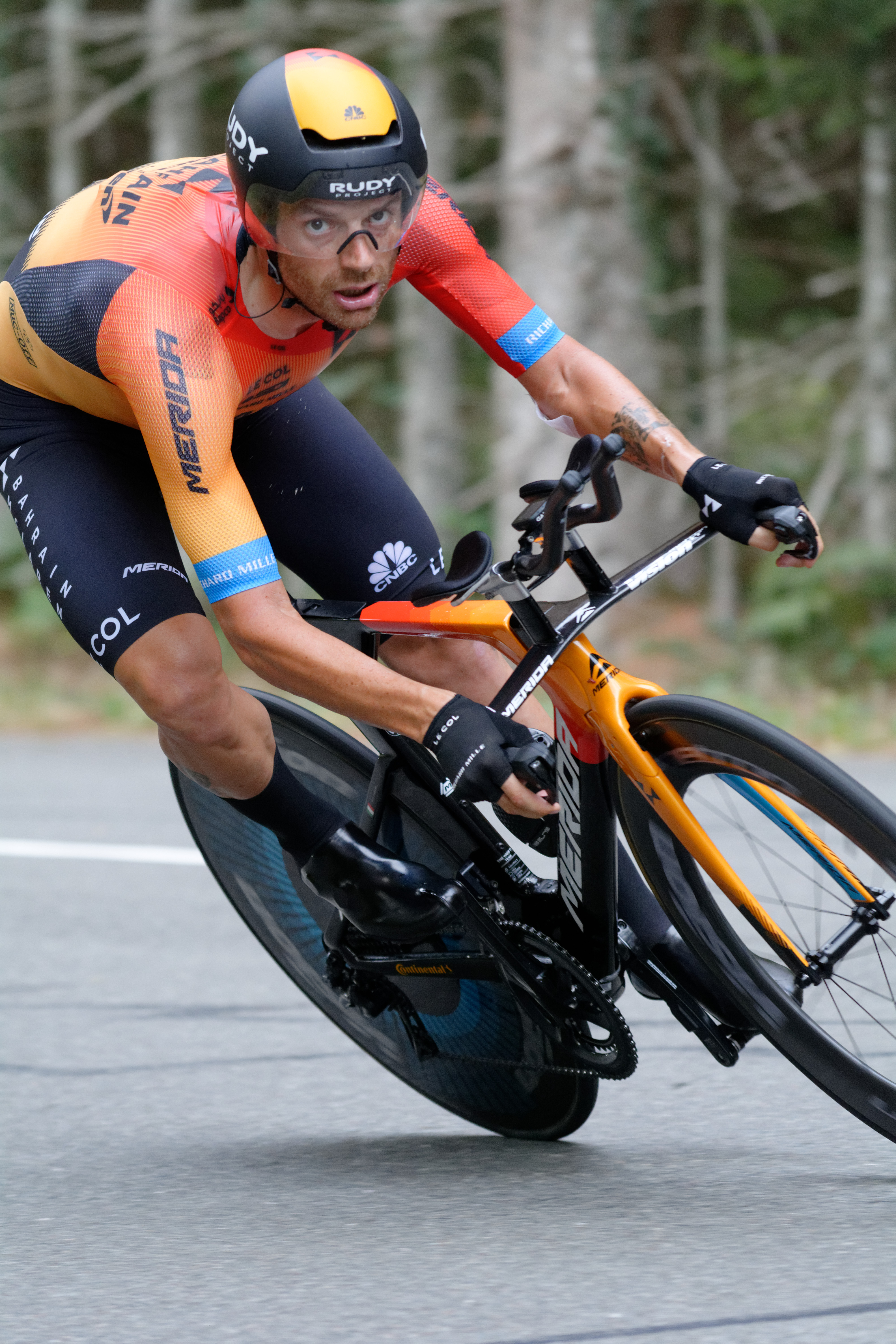
Damiano Caruso bei der 20. Etappe der Tour de France 2020

Damiano Caruso (* 12. Oktober 1987 in Ragusa) ist ein italienischer Radrennfahrer.

## Sportliche Laufbahn
Damiano Caruso gewann 2005 bei der Junioren-Rundfahrt Tre Ciclistica Bresciana eine Etappe und konnte so auch die Gesamtwertung für sich entscheiden. In der Saison 2008 wurde er italienischer Meister im Straßenrennen der U23-Klasse. 2009 gewann er eine Etappe des Giro Ciclistico d’Italia. Anschließend erhielt er bei dem Professional Continental Team De Rosa-Stac Plastic seinen ersten Vertrag bei einem internationalen Radsportteam.
Ab dem Jahr 2011 fuhr er bei dem italienischen UCI WorldTeam Liquigas-Cannondale. Bereits in seinem ersten Jahr in der höchsten Klasse des Radsports startete er bei den Klassikern Mailand–Sanremo, Lüttich–Bastogne–Lüttich und Il Lombardia, ehe er mit der Vuelta a España 2011 seine erste Grand Tour als 74. beendete. Im Jahr 2012 belegte er beim Giro d’Italia den 24. Rang, ehe er die Tour of Britain auf dem zweiten Platz beendete. Im Jahr 2013 gewann mit einer Etappe der Settimana Internazionale Coppi e Bartali sein erstes internationales Eliterennen. Beim Giro d’Italia 2013 wurde er Gesamt-19. Im Jahr 2014 beendete er die Vuelta a España 2014 als Gesamtneunter.
Mit dem Jahr 2015 wechselte er zum US-amerikanischen BMC Racing Team, für das er nach Rang acht beim Giro d’Italia seine erste Tour de France bestritt, die er auf dem 53. Platz beendete. In einem seiner letzten Rennen für das BMC Racing Team holte er mit seinen Teamkollegen Bronze im Mannschaftszeitfahren der UCI-Straßenradsport-Weltmeisterschaften in Innsbruck.
Im Jahr 2019 wechselte er zum Team Bahrain Merida. Nach Jahren ohne individuellen Sieg gewann er 2020 den Circuito de Getxo im Alter von 32 Jahren. Im Anschluss erzielte er mit dem zehnten Gesamtrang sein bisher bestes Ergebnis bei der Tour de France 2020, ehe er bei den UCI-Straßenradsport-Weltmeisterschaften in Imola ebenfalls Platz 10 belegte. Im Jahr 2021 ging er bei seinem fünften Giro d’Italia als Helfer von Mikel Landa an den Start. Nach dem Ausscheiden seines spanischen Teamkollegen auf der 5. Etappe gewann er die 20. Etappe und beendete die Italien-Rundfahrt auf Platz zwei. Bei der Vuelta a España konnte er ebenfalls eine Etappe gewinnen. Im Jahr 2022 feierte er beim Giro di Sicilia nach zwei Etappenerfolgen seinen ersten Rundfahrtsieg. Im Jahr 2023 wurde er im Alter von 35 Dritter der Tour de Romandie und belegte beim Giro d’Italia den vierten Gesamtrang. Zwei Jahre später fuhr er als Fünfter erneut in die Top 10 der Italien-Rundfahrt.

## Erfolge
2008
- Italienischer Meister – Straßenrennen (U23)

2009
- eine Etappe Giro Ciclistico d’Italia

2013
- eine Etappe Settimana Internazionale
- Bergwertung Tour of Beijing

2015
- Mannschaftszeitfahren Tour de France

2016
- Bergwertung Ruta del Sol
- Mannschaftszeitfahren Tirreno-Adriatico

2017
- Mannschaftszeitfahren Tirreno–Adriatico
- Mannschaftszeitfahren Vuelta a España

2018
- Mannschaftszeitfahren Tirreno–Adriatico
- Mannschaftszeitfahren Tour de France
- Weltmeisterschaft – Mannschaftszeitfahren

2020
- Circuito de Getxo

2021
- eine Etappe Giro d’Italia
- eine Etappe Vuelta a España

2022
- Gesamtwertung und zwei Etappen Giro di Sicilia

2025
- eine Etappe Burgos-Rundfahrt

## Grand Tours-Platzierungen
| Grand Tour            | 2011 | 2012 | 2013 | 2014 | 2015 | 2016 | 2017 | 2018 | 2019 | 2020 | 2021 | 2022 | 2023 | 2024 | 2025 |
| --------------------- | ---- | ---- | ---- | ---- | ---- | ---- | ---- | ---- | ---- | ---- | ---- | ---- | ---- | ---- | ---- |
| Giro d’ItaliaGiro     | –    | 24   | 19   | –    | 8    | –    | –    | –    | 23   | –    | 2    | –    | 4    | 17   | 5    |
| Tour de FranceTour    | –    | –    | –    | –    | 53   | 22   | 11   | 20   | 58   | 10   | –    | DNF  | –    | –    |      |
| Vuelta a EspañaVuelta | 74   | –    | –    | 9    | –    | –    | 109  | –    | –    | –    | 17   | –    | 19   | DNF  |      |

| Weltmeisterschaft        | 2011 | 2012 | 2013 | 2014 | 2015 | 2016 | 2017 | 2018 | 2019 | 2020 | 2021 | 2022 | 2023 | 2024 |
| ------------------------ | ---- | ---- | ---- | ---- | ---- | ---- | ---- | ---- | ---- | ---- | ---- | ---- | ---- | ---- |
| StraßenrennenStraße      | –    | –    | –    | –    | –    | –    | –    | 64   | –    | 10   | –    | –    | –    |      |
| EinzelzeitfahrenEZF      | –    | –    | –    | –    | –    | –    | –    | –    | –    | –    | –    | –    | –    |      |
| MannschaftszeitfahrenMZF | –    | –    | –    | –    | –    | –    | –    | 3    | –    | –    | –    | –    | –    |      |

| Monument                 | 2011 | 2012 | 2013 | 2014 | 2015 | 2016 | 2017 | 2018 | 2019 | 2020 | 2021 | 2022 | 2023 | 2024 | 2025 |
| ------------------------ | ---- | ---- | ---- | ---- | ---- | ---- | ---- | ---- | ---- | ---- | ---- | ---- | ---- | ---- | ---- |
| Mailand–Sanremo          | 63   | –    | 49   | DNF  | 27   | –    | 34   | 27   | –    | 25   | 55   | 15   | 53   | –    | 80   |
| Flandern-Rundfahrt       | –    | –    | –    | –    | –    | –    | –    | –    | –    | –    | –    | –    | –    | –    | –    |
| Paris–Roubaix            | –    | –    | –    | –    | –    | –    | –    | –    | –    | –    | –    | –    | –    | –    | –    |
| Lüttich–Bastogne–Lüttich | 93   | 55   | 59   | –    | –    | –    | 31   | 37   | 57   | DNF  | 41   | –    | –    | –    | –    |
| Lombardei-Rundfahrt      | DNF  | DNF  | DNF  | DNF  | DNF  | 55   | DNF  | 72   | 59   | –    | 62   | –    | –    | DNF  |      |